# Homalocalyx echinulatus
Homalocalyx echinulatus är en myrtenväxtart som beskrevs av Lyndley Alan Craven. Homalocalyx echinulatus ingår i släktet Homalocalyx och familjen myrtenväxter. Inga underarter finns listade i Catalogue of Life.